# Електрум
Еле́ктрум, Електр (лат. electrum; грец. ήλεχτρον) — мінерал, інтерметалічна сполука золота й срібла координаційної будови.

## Загальний опис
Склад у %: Au (98,96—60,98), Ag (38,38—0,16). Домішки: Cu, Fe, Bi.
Сингонія кубічна.
Густина 12,5—15,6. Тв. 2—3.
Колір світло-жовтий до срібно-білого, зеленуватий. Риса металічна, блискуча.
Добрий провідник електрики.
Трапляється у кварцових, кальцитових і баритових жилах. Рідкісний.

## Історія
Перші монети з електруму (золото-срібного сплаву) з'явилися в VI столітті до н. е. у Лідії (західна частина Малої Азії), звідки вони швидко розповсюдилися по всьому Егейському світу.

## Галерея

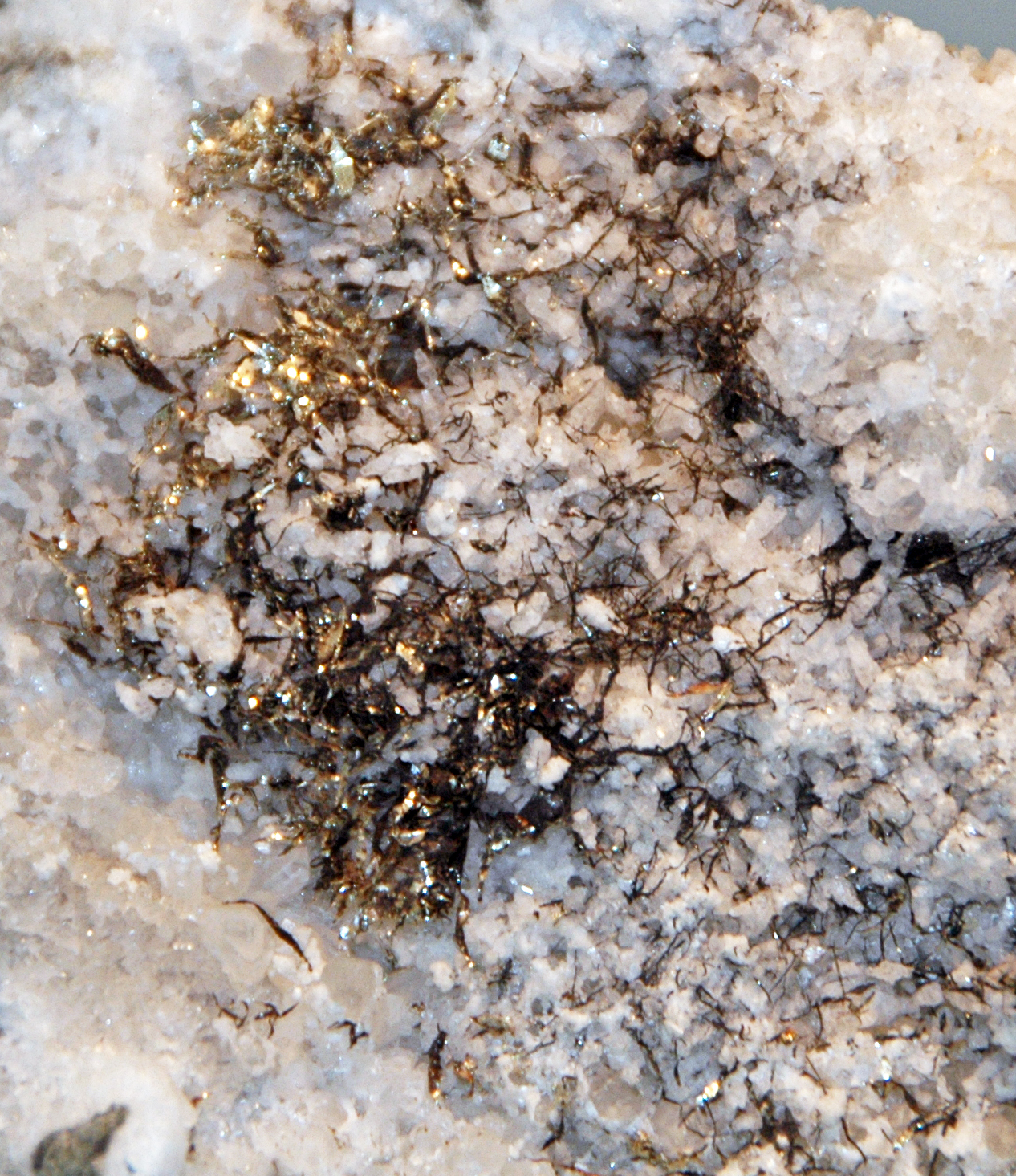
Електрум у кварці. Шахта Теллурид, США
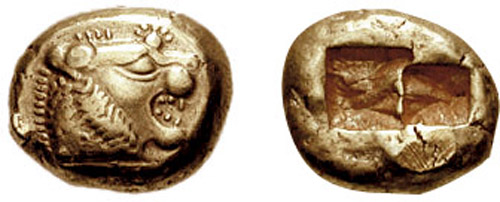
Лідійська монета з електруму, VI століття до н. е.
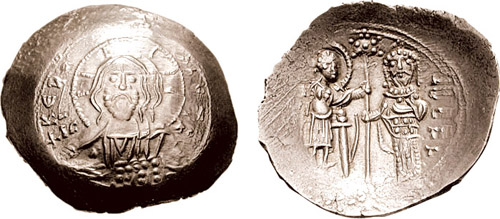
Візантійська монета з електруму імператора Алексія I Комніна
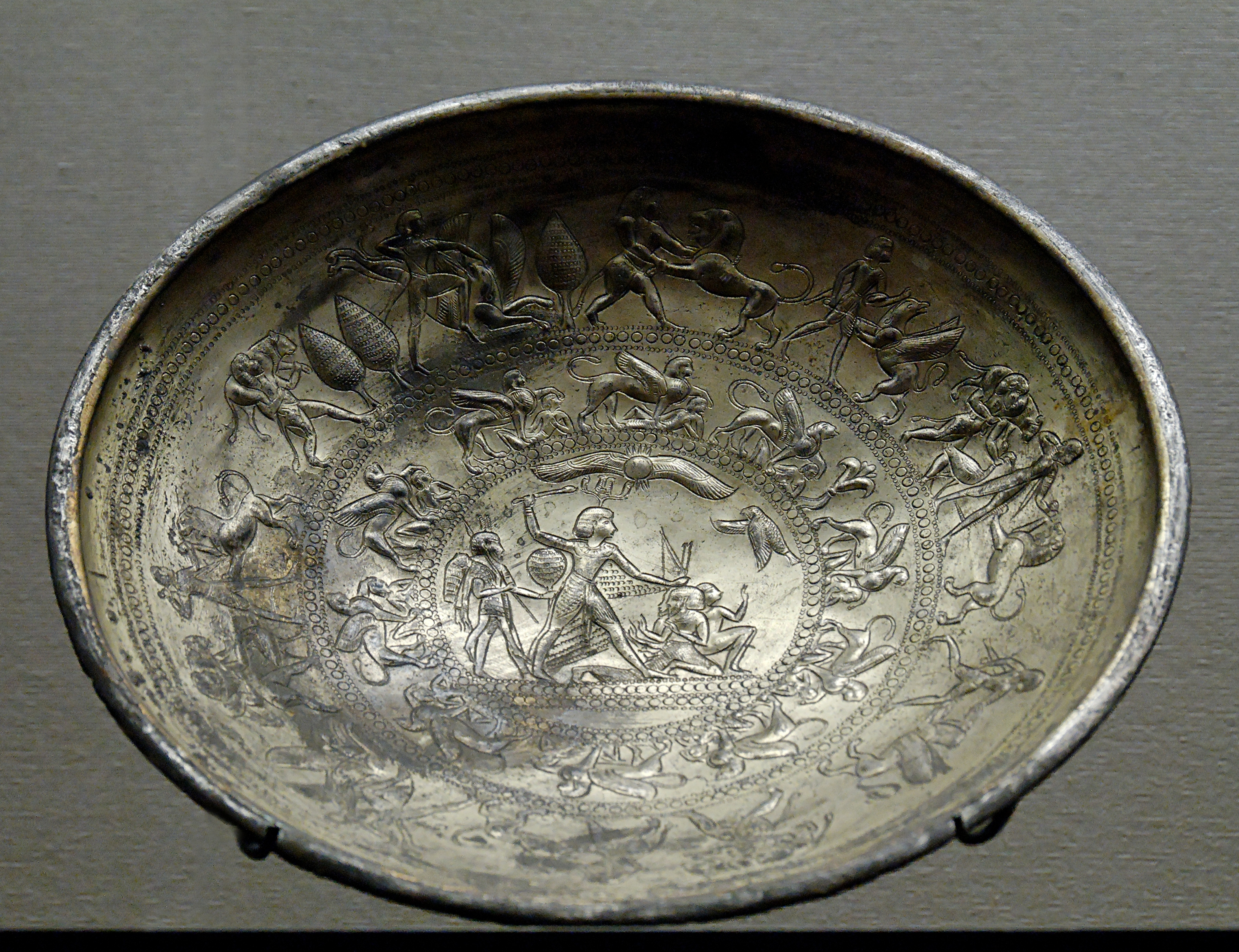
Чашка з електруму. Ідальон, Кіпр, VIII-VII століття до н. е.
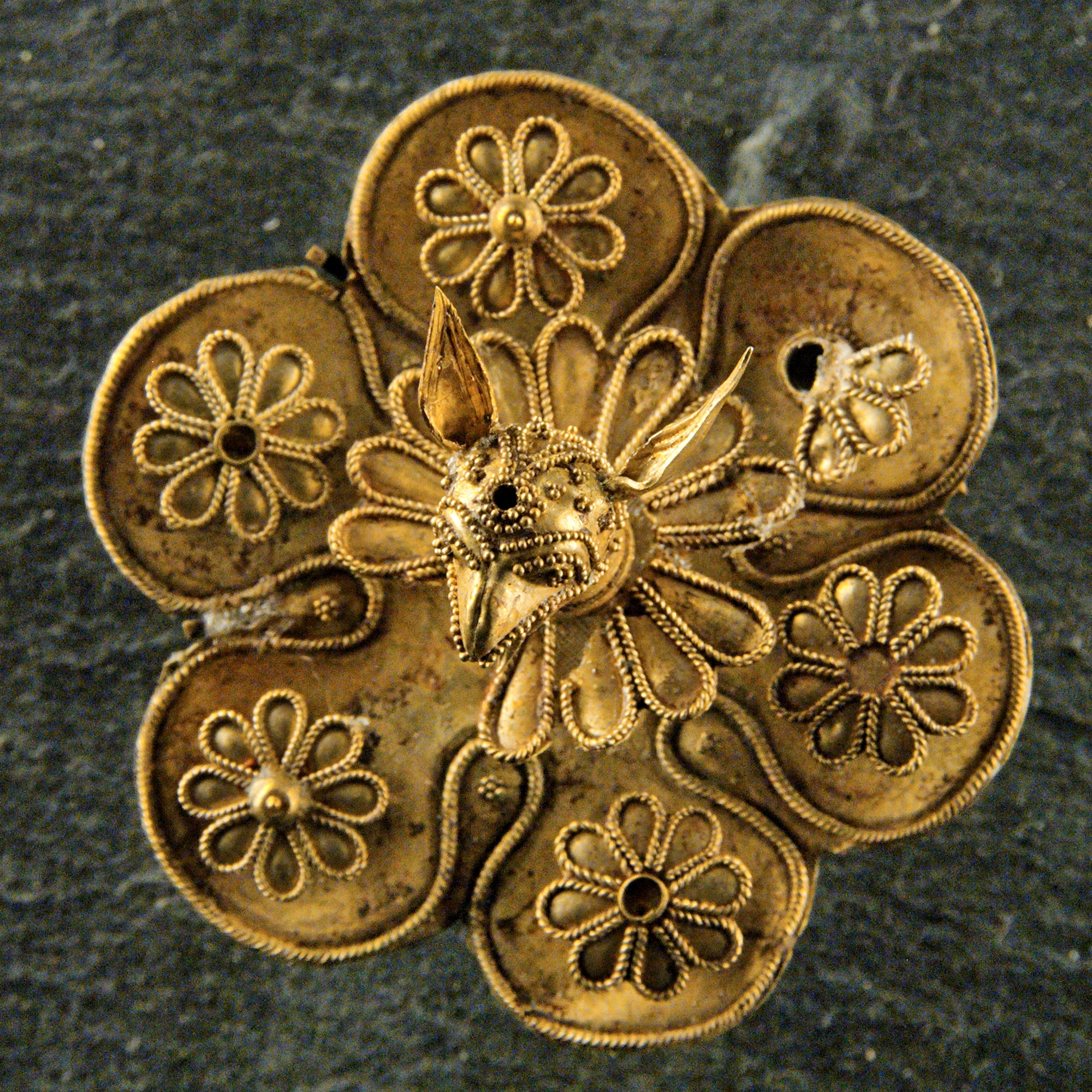
Брошка з електруму. Родос, 625–600 роки до н. е.
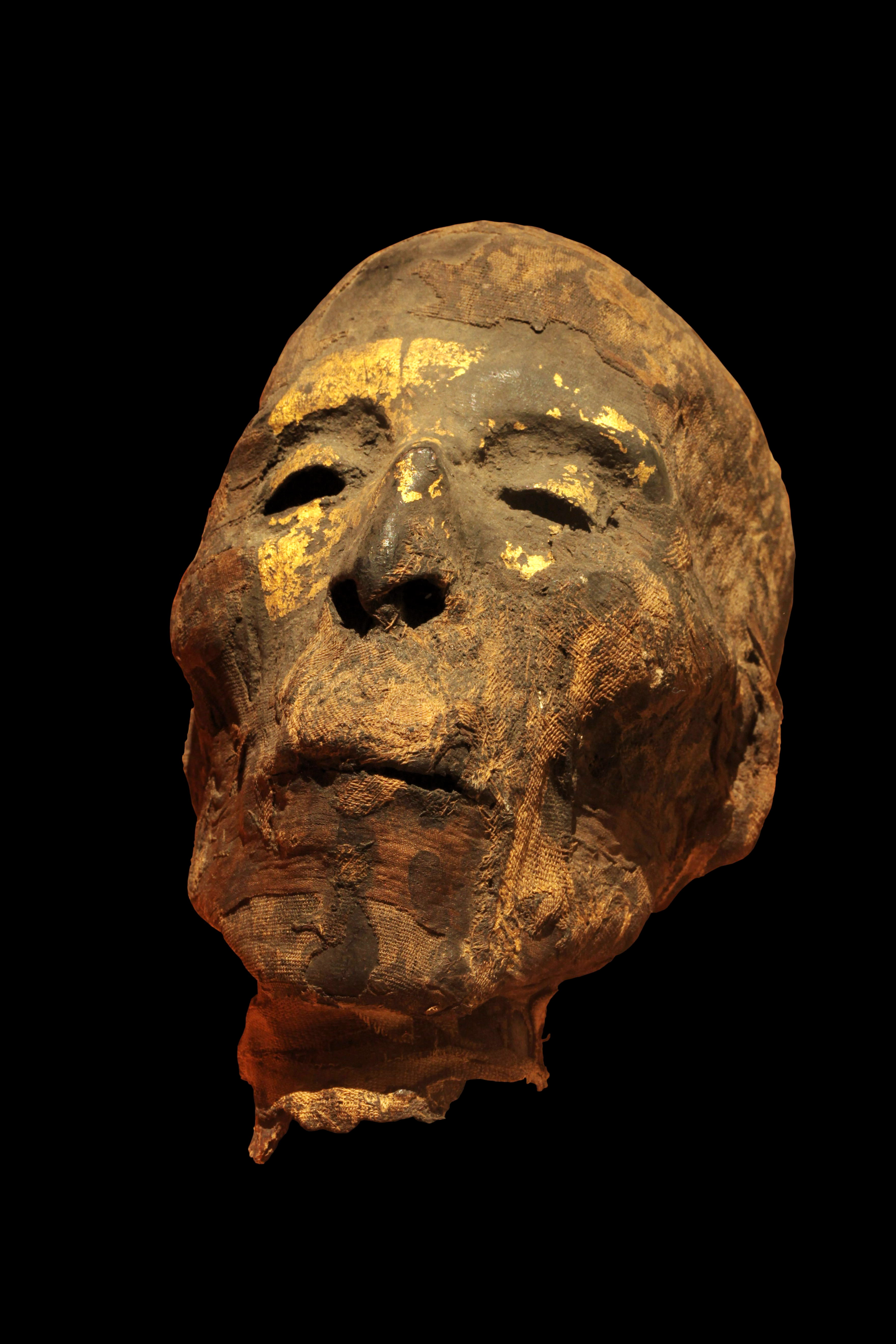
Муміфікована голова людини часів Птолемеїв у Єгипті вкрита електрумом